# Four Songs
Four Songs – album amerykańskiej grupy rockowej Live. Wydany został 24 września 1991 roku. Dwa utwory z tego wydania znalazły się na późniejszym albumie Mental Jewelry (Operation Spirit oraz Good Pain). Europejskie wydanie albumu Four Songs nastąpiło w 1994 roku, stanowiąc bonusową wkładkę do albumu Throwing Copper.

## Lista utworów
1. "Operation Spirit" - 3:19
2. "Good Pain" -	5:39
3. "Heaven Wore a Shirt" - 3:38
4. "Negation" - 3:37